# Hick
Hick è un film del 2011 diretto da Derick Martini.

## Trama
Luli ha 13 anni e vive nel Nebraska. I suoi genitori sono alcolisti che passano ogni notte nel bar locale. Quando entrambi se ne vanno di casa, la ragazza decide di partire in autostop alla volta di Las Vegas, munita di una borsa con il quaderno, dove disegna, e una pistola scarica. Durante il suo viaggio, Luli si imbatte in tipi poco raccomandabili.